# 前229年
| 千纪： | 前1千纪 |
| 世纪： | 前4世纪 \| 前3世纪 \| 前2世纪                                                                                         |
| 年代： | 前250年代 \| 前240年代 \| 前230年代 \| 前220年代 \| 前210年代 \| 前200年代 \| 前190年代                               |
| 年份： | 前234年 \| 前233年 \| 前232年 \| 前231年 \| 前230年 \| 前229年 \| 前228年 \| 前227年 \| 前226年 \| 前225年 \| 前224年 |
| 纪年： | 秦王政十八年；齐王建三十六年；楚幽王九年；趙幽繆王七年；魏景湣王十四年；燕王喜二十六年；衛君角十三年                  |

## 大事记
- 罗马共和国向外扩张，第一次伊利里亚战争（英语：Illyrian Wars）爆发。
- 西库昂的阿拉图斯接纳阿尔戈斯加入亚该亚同盟，与斯巴达爆发战争
- 德米特二世逝世，堂弟安提柯三世以攝政的名義奪取了年幼的繼承人腓力五世的全部權力，成為實際上的國王。

## 逝世
- 德米特二世，马其顿国王。
- 趙姬，秦始皇母親。